# 2025年伊朗空襲烏代德空軍基地
阿拉伯標準時間2025年6月23日，伊朗向卡塔爾的烏代德空軍基地發射導彈，作為對美國兩日前空襲伊朗核設施的報復行動。該次空襲屬於以伊戰爭的一環。
這場導彈襲擊代號為「勝利佳音行動」（羅馬化：Amaliyat-i Basharat-i Fath），緊隨伊朗於6月16日出動無人機空襲美國駐伊拉克阿爾貝拉領事館之後展開。這是伊朗繼2020年「烈士蘇萊曼尼行動」以來，第二次直接襲擊美軍基地。
卡塔爾在導彈尚未抵達前已預先關閉領空。有多個消息指出，伊朗在行動前數小時已向卡塔爾政府發出通報。襲擊發生後，阿聯酋、巴林、科威特及伊拉克亦相繼關閉領空。
伊朗的這次空襲在阿拉伯世界引來廣泛譴責。

## 背景
2025年3月，美國國家情報總監圖爾西·加巴德在美國國會作證指出，美國情報部門的評估顯示，伊朗並未進行核武研發，伊朗最高領袖阿里·哈梅內伊亦未批准相關計劃。儘管如此，情報機構估計，伊朗最快可在七個月至一年內製造出核彈。伊朗方面則一直強調，其核計劃純屬和平用途，並無軍事意圖。
2025年4月，美國總統當勞·特朗普與伊朗展開談判，要求德黑蘭在兩個月內就核計劃達成協議。至6月10日，美國中央司令部司令邁克爾·庫里拉警告，伊朗可在一星期內提煉出武器級鈾。6月12日，即談判期限最後一日，國際原子能機構20年來首次裁定伊朗未有履行其核承諾。翌日（6月13日），以色列空襲伊朗多個核設施，並刺殺數名軍方領袖，指伊朗核計劃構成嚴重威脅。
6月22日，美國空軍與海軍聯合行動，襲擊伊朗三處重要核設施，包括福爾多鈾濃縮廠、納坦茲核設施及伊斯法罕核技術中心。行動中，美軍出動B-2幽靈戰略轟炸機投下14枚重達30000磅的GBU-57巨型鑽地彈，美國潛艇亦同時發射戰斧巡航導彈。是次行動被命名為「午夜之錘行動」，標誌美方首次在以伊戰爭中主動發動軍事攻勢。

## 前奏
2025年6月23日，有報導指伊朗部署導彈發射系統，準備發動報復襲擊。據悉，伊朗事前曾向卡塔爾發出警告。
同日，阿聯酋關閉領空，拒絕來自西方的航班進入；伊朗則實施飛航管制，僅允許獲特殊批准的航班進出。
美軍亦開始從烏代德空軍基地撤離戰機。該基地為美國中央司令部於區內的總部。行星實驗室拍攝的衛星影像顯示，襲擊前基地幾乎無飛機駐守。

## 空襲
當地時間晚上約7時39分，伊朗向烏代德空軍基地發射導彈。美方指出，是次襲擊動用多枚短程及中程彈道導彈。卡塔爾首都杜哈傳出爆炸聲，社交平台上流傳導彈劃過夜空的影像。
美國國防部官員表示，美方在卡塔爾部署的防空系統成功攔截13枚來襲導彈，另有一枚未被擊落，但偏離航道並未造成破壞。卡塔爾國防部亦確認成功攔截所有導彈，事件中無人受傷。伊朗官媒則將襲擊形容為「毀滅性」一擊。
伊朗伊斯蘭革命衛隊在襲擊後發聲明，強調此次行動是回應美軍針對伊朗「和平核計劃」的軍事打擊，並指出導彈數量與美方對伊朗核設施投擲炸彈的數量相當。
白宮其後證實事件，總統當勞·特朗普召集國安團隊緊急商討對策。美國軍方已進入高度戒備，並表示已準備回應。
同時，美軍在伊拉克的阿薩德空軍基地亦啟動防空系統。雖然伊朗邁赫爾通訊社聲稱伊朗亦對駐伊美軍發射導彈，但相關說法遭其他來源否認。

### 其他空襲
伊拉克國營傳媒引述軍方消息稱，塔吉軍事基地遭無人機襲擊，惟事件中無人傷亡。伊朗塔斯尼姆通訊社則報導指，美軍駐巴格達國際機場附近的「勝利基地綜合設施」亦遭無人機攻擊。
此外，伊拉克巴拉德軍事基地據報亦受到襲擊。塔斯尼姆通訊社指該基地內傳出兩次爆炸聲；阿爾蘇瑪利亞電視台則報道，伊瑪目阿里基地的雷達系統同時遭襲。

## 反應

### 伊朗
伊朗伊斯蘭革命衛隊在襲擊後發表聲明警告，若美國再有進一步軍事挑釁，將導致美軍在中東的部署「徹底崩潰」，並形容美軍在區內的基地為「這個嗜戰政權的致命弱點和阿基里斯之踵。」伊朗最高領袖大阿亞圖拉阿里·哈梅内伊則稱：「我們沒有傷害任何人，我們在任何情況下都不會容忍任何形式的騷擾。」

### 卡塔爾
卡塔爾對伊朗向其境內的烏代德空軍基地發動導彈襲擊表示強烈譴責，並指出其防空系統成功攔截所有來襲導彈，事件中無人傷亡。卡塔爾警告，伊朗的行動或對國際和平與安全構成災難性後果。卡塔爾外交部發言人馬吉德·安薩里表示，卡方保留根據是次「公然侵略」的性質與規模，作出直接而對等回應的權利。

### 美國
美國總統當勞·特朗普形容伊朗的導彈攻擊是「非常軟弱的回應」，並感謝伊朗事前通報行動。他呼籲伊朗把握契機，推動地區和平與和解，又表示將積極鼓勵以色列朝同一方向邁進。

### 國際
- 阿尔及利亚：阿爾及利亞譴責伊朗對卡塔爾的襲擊為「公然且不可接受的違規行為」，並重申對「友邦卡塔爾」的堅定支持[48]。

- 巴林：巴林表明「全面支持」卡塔爾，回應伊朗對其領土發動攻擊[43]。

- 埃及：埃及強烈譴責襲擊，指此舉侵犯卡塔爾主權[49]。

- 伊拉克：伊拉克形容事件為「危險且迅速升級的行動」，警告有可能導致衝突擴散[49]。

- 约旦：約旦則稱襲擊是對卡塔爾主權的「公然侵犯」，並予以嚴厲譴責[49]。

- 科威特：科威特表示「強烈譴責」針對烏代德空軍基地的襲擊，並聲明「全力支持友邦卡塔爾」[43]。

- 黎巴嫩：總統約瑟夫·奧恩與總理納瓦夫·薩拉姆發表聲明，譴責襲擊並重申與卡塔爾團結一致[50][49]。

- 摩洛哥：摩洛哥譴責這場「公然的導彈襲擊」，重申對卡塔爾的堅定支持[49]。

- 阿曼：阿曼亦指襲擊侵犯卡塔爾主權，但同時認為以色列於6月13日對伊朗的先發制人行動，是造成局勢升溫的主因[50]。

- 巴勒斯坦：巴勒斯坦自治政府譴責伊朗對卡塔爾的導彈襲擊，並指出該行動已嚴重侵犯卡塔爾的主權[43]。

- 沙烏地阿拉伯：沙地阿拉伯「以最強烈措辭」譴責伊朗的行動，指其「公然違反國際法」[51]。

- 阿联酋：阿聯酋「以最強烈語氣」譴責對烏代德空軍基地的攻擊，並表示與卡塔爾站在同一陣線[52]。

- 法國：總統艾曼紐·馬克宏表示「法國與卡塔爾團結一致」，同時敦促各方「保持克制、避免升級、回到談判桌」，並強調「混亂的惡性循環必須停止」[53]。

### 超國家組織
- 阿拉伯国家联盟：阿拉伯聯盟下屬的阿拉伯議會表示，這次襲擊對卡塔爾主權構成「公然且不可接受的侵犯」，並警告衝突有進一步升級風險[49]。

- 海合会：秘書長穆罕默德·布戴維則表示「震驚」，並強烈譴責伊朗的行動，認為這對所有海合會成員國構成威脅[49]。

- 联合国：秘書長安東尼歐·古特瑞斯譴責局勢升級，表示對事態「深感憂慮與震驚」[49]。